# 阿斯蒂
阿斯蒂是意大利皮埃蒙特大区阿斯蒂省的首府，面积151平方公里，人口73,434人（2005年）。
每年九月的第三個星期會在此舉行palio（賽馬節），吸引許多遊客前來觀光。同時此地以釀造葡萄酒而聞名。

## 历史
上古時代阿斯蒂已有人聚居。後來古羅馬人征服了此地，並建立軍事據點。
羅馬帝國滅亡後，阿斯蒂經常受到侵略。舉例在公元402年，西哥特人就入侵過意大利北部，包括阿斯蒂一帶。後來到了公元774年，被法蘭克人所征服。至十二世紀，阿斯蒂獲得了自治權利。
1575年成為薩伏依王國一部分；1814年被薩丁尼亞王國收納；1861年意大利統一後，為皮埃蒙特大區一部分。

## 經濟
該地主要以製造業為主，大宗為食品加工、機械和金屬。

### 葡萄酒
阿斯蒂葡萄酒以起泡酒最為知名。阿斯蒂起泡酒是用当地盛产的一种带有麝香味的葡萄品种莫斯卡托（Moscato Bianco）酿成，共有18种酒，年产量达700万升。
於1993年，阿斯蒂起泡酒被评为DOCG葡萄酒。
- 阿斯蒂莫斯卡托葡萄酒（Moscato d'Asti）
- 阿斯蒂起泡葡萄酒（Asti Spumante）

## 交通

### 道路
- A21高速公路
- A33高速公路

## 友好城市
- 法國 瓦朗斯 （1966年）
- 美国 邁阿密 （1985年）
- 中国 河南省南阳市（2011年）
- 德国 里斯河畔比伯拉赫